# Hamid Olimjon

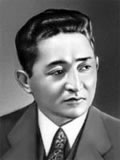
Hamid Olimjon

Hamid Olimjon (in kyrillischer Schrift Ҳамид Олимжон, russisch Хамид Алимджан Chamid Alimdschan; häufig Hamid Alimjan; * 12. Dezember 1909 in Jizzax, Russisches Kaiserreich; † 3. Juli 1944 in Taschkent, Usbekische SSR, Sowjetunion) war ein usbekischer Dichter.

## Leben
Olimjon stammte aus Jizzax und studierte in Samarkand. Er war Mitglied im Literatenzirkel Qizil Qalam, im Komsomol und begann um 1926 selbst zu schreiben. 1929 erschien sein erster Gedichteband, Koʻklam. 
Im März 1934 nahm er am ersten Kongress des Usbekischen Schriftstellerverbands in Taschkent, im Mai 1937 am ersten Zehntägigen Fest Usbekischer Kunst in Moskau teil.
Von 1939 bis zu seinem Tod 1944 bei einem Verkehrsunfall in Taschkent war Olimjon geschäftsführender Sekretär des Usbekischen Schriftstellerverbands. Ab 1943 war er außerdem Mitglied in der Sowjetischen Akademie der Wissenschaften. Seine Gattin, Zulfiya, war ebenfalls eine bekannte usbekische Dichterin.

## Werk
Hamid Olimjon, selbst Mitglied der KPdSU, verfasste mehrere Dramen und propagandistisch-patriotische Werke, verteidigte jedoch auch Choʻlpons sowjetkritische Linie der 1920er. Er war wie auch Elbek besonders bekannt für eine Literaturform, die mündlich überlieferte Märchen, Epen und Fabeln adaptierte.
Seinen frühen Werken wurde ein Einfluss durch Wladimir Wladimirowitsch Majakowski nachgesagt, den Olimjon 1929 kennenlernte, obwohl sie mehr Ähnlichkeiten mit antisowjetischen nationalistischen Künstlern aufwiesen. Muqanna, ein 1943 am Hamza-Theater uraufgeführtes dramatisches Werk, wurde 1946 wegen seiner „Beschäftigung mit der feudalen Vergangenheit“ von Kritikern ausgemustert. Die Große Sowjetische Enzyklopädie sagt Olimjons Gedichten eine „großartige künstlerische Meisterschaft“ zu.
In den 1930ern verfasste er Nima bizga Amerika? („Wozu kümmern wir uns um Amerika?“), das der russischen propagandistisch-antiamerikanistischen Linie folgte. Während des Zweiten Weltkriegs verfasste Olimjon unter anderem gemeinsam mit Gʻafur Gʻulom kollektive Briefe, eine spezielle Literaturform der Usbekischen SSR in Versform, wie einen Brief vom usbekischen Volk an den Großen General des Vaterländischen Krieges, Genosse Stalin.
Heute ist eine Station der Metro Taschkent nach Hamid Olimjon benannt.